# Théorème intégral de Cauchy
Pour les articles homonymes, voir Théorème de Cauchy.

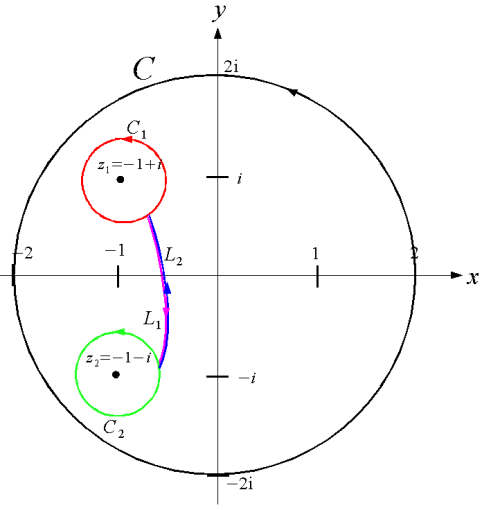
Exemple d'utilisation de la formule intégrale de Cauchy

En analyse complexe, le théorème intégral de Cauchy, ou de Cauchy-Goursat, est un important résultat concernant les intégrales curvilignes de fonctions holomorphes dans le plan complexe. D'après ce théorème, si deux chemins différents relient les deux mêmes points et si une fonction est holomorphe « entre » les deux chemins, alors les deux intégrales de cette fonction suivant ces chemins sont égales.

## Énoncé
Le théorème est habituellement formulé pour les lacets (c'est-à-dire les chemins dont le point de départ est confondu avec le point d'arrivée) de la manière suivante.

Soient :
- U un ouvert simplement connexe de ℂ ;
- f : U → ℂ une fonction continue sur U et possédant une dérivée complexe sauf éventuellement en un nombre fini de points ;
- γ un lacet rectifiable dans U.

Alors :
{\displaystyle \int _{\gamma }f(z)~\mathrm {d} z=0}.

## Condition de simple connexité
La condition que U est simplement connexe signifie que U n'a pas de « trou » ; par exemple, tout disque ouvert {\displaystyle U=\{z,\mid z-z_{0}\mid <r\}\,} satisfait à cette condition.
La condition est cruciale ; par exemple, si γ est le cercle unité alors l'intégrale sur ce lacet de la fonction f(z) = 1/z est non nulle ; le théorème intégral de Cauchy ne s'applique pas ici puisque f n'est pas prolongeable par continuité en 0.

## Démonstration
Par des arguments de continuité uniforme de f sur des ε-voisinages compacts de l'image de γ dans U, l'intégrale de f sur γ est limite d'intégrales de f sur des lacets polygonaux. Il suffit alors, pour conclure, d'invoquer le lemme de Goursat.
On peut également, dans le cas où f est holomorphe en tout point de U, considérer la famille de lacets {\displaystyle \gamma _{\alpha }(t)=z_{0}+(1-\alpha )(\gamma (t)-z_{0})} avec  {\displaystyle \alpha \in [0,1]}.

## Conséquences
- Sous les hypothèses du théorème, f possède sur U une primitive complexe F. En effet, quitte à remplacer U par l'une de ses composantes connexes, on peut supposer que U est connexe. En fixant alors un point arbitraire z0 de U et en posant{\displaystyle F(z)=\int _{P(z)}f(\xi )~\mathrm {d} \xi },où P(z) est n'importe quel chemin rectifiable dans U de z0 à z (d'après le théorème, la valeur de F(z) ne dépend pas du choix de P(z)) et en adaptant à la variable complexe la démonstration du premier théorème fondamental de l'analyse, on en déduit alors que F est holomorphe sur U et que F’ = f.
- Pour une telle primitive on a immédiatement : pour tout chemin continûment différentiable par morceaux γ de a à b dans U :{\displaystyle \int _{\gamma }f(z)\mathrm {d} z=F(b)-F(a)}.
- Le peu d'hypothèses requises sur f est très intéressant, parce qu'on peut alors démontrer la formule intégrale de Cauchy pour ces fonctions, et en déduire qu'elles sont en fait indéfiniment dérivables.
- Le théorème intégral de Cauchy est considérablement généralisé par le théorème des résidus.
- Le théorème intégral de Cauchy est valable sous une forme légèrement plus forte que celle donnée ci-dessus. Supposons que U soit un ouvert simplement connexe de ℂ dont la frontière est un lacet simple rectifiable γ. Si f est une fonction holomorphe sur U et continue sur l'adhérence de U, alors l'intégrale de f sur γ est nulle[2].

## Exemple
Pour tout complexe α, la fonction {\displaystyle f(z):={\frac {{\mathrm {e} }^{\mathrm {i} z}}{z^{\alpha }}}}, où l'on a choisi la détermination principale de la fonction puissance, est holomorphe sur le plan complexe privé de la demi-droite {\displaystyle \mathbb {R} ^{-}}. Son intégrale sur tout lacet de ce domaine est donc nulle. Ceci permet de montrer que les intégrales semi-convergentes
{\displaystyle J_{c}(\alpha ):=\int _{0}^{\infty }{\frac {\cos t}{t^{\alpha }}}\,\mathrm {d} t\quad {\text{et}}\quad J_{s}(\alpha ):=\int _{0}^{\infty }{\frac {\sin t}{t^{\alpha }}}\,\mathrm {d} t\quad {\text{pour}}\quad \mathrm {Re} (\alpha )\in \left]0,1\right[}
(où Re désigne la partie réelle) sont respectivement égales à
{\displaystyle J_{c}(\alpha )=\cos \left((1-\alpha ){\frac {\pi }{2}}\right)\Gamma (1-\alpha )\quad {\text{et}}\quad J_{s}(\alpha )=\sin \left((1-\alpha ){\frac {\pi }{2}}\right)\Gamma (1-\alpha )}
où Γ désigne la fonction gamma et cos, sin sont respectivement les fonctions cosinus et sinus de la variable complexe.
Par exemple, {\displaystyle {\frac {1}{2}}J_{c}(1/2)={\frac {1}{2}}J_{s}(1/2)={\frac {1}{2}}{\sqrt {\frac {\pi }{2}}}} (l'intégrale de Fresnel).
On peut de plus remarquer que {\displaystyle \lim _{\mathrm {Re} (\alpha )<1,\alpha \to 1}J_{s}(\alpha )={\frac {\pi }{2}}=\int _{0}^{\infty }{\frac {\sin t}{t}}\,\mathrm {d} t} (l'intégrale de Dirichlet).

## Surfaces de Riemann
Le théorème intégral de Cauchy se généralise dans le cadre de la géométrie des surfaces de Riemann.